# Palm Jumeirah

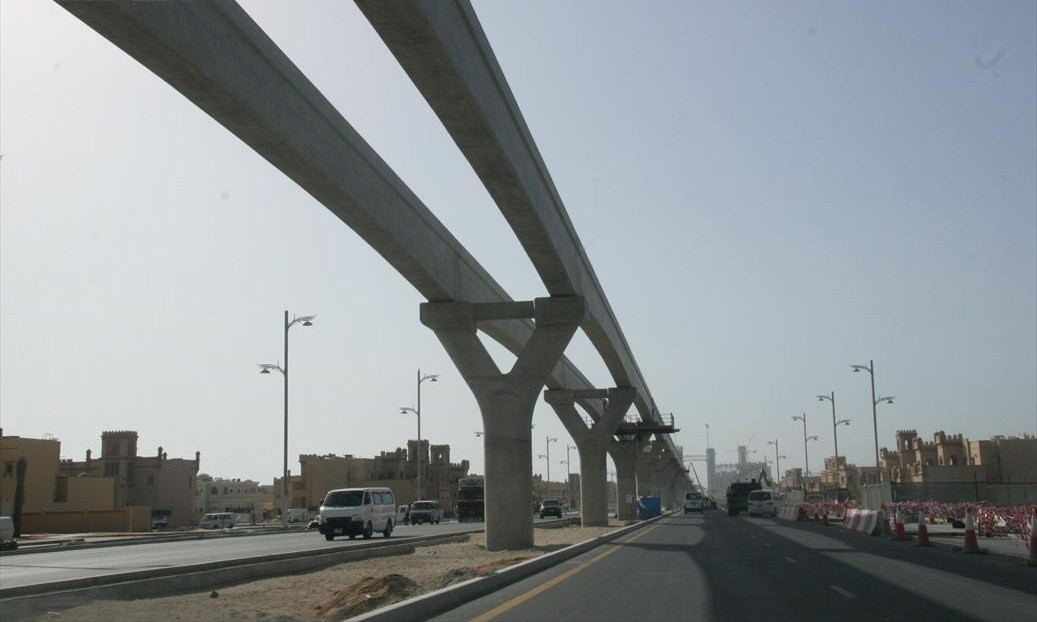
Palm Jumeirah Monorail

Palm Jumeirah (arabiska: نخلة جميرا, Nakhlat Jumayra) är en konstgjord ö i Dubai-stadsdelen Jumeirah i Förenade Arabemiraten, som tillsammans med Palm Jebel Ali och Palm Deira, ingår i en "trilogi" av byggprojekt som påbörjades i Dubai 2001. Palm Jumeirah är den mittersta av öarna, går 5 kilometer ut i havet och var världens största konstgjorda ö tills Palm Jebel Ali, 7,5 kilometer i sydvästra Dubai, byggdes. När Palm Deira, i centrala Dubai, är färdigbyggd kommer den att vara ännu större, cirka 12,5 kilometer.
Palm Jumeirah är formad som ett palmträd där stammen har landförbindelse via broar och där en månskära omgärdar bladverket vilket utgör grundformen i samtliga tre palmöar. Landmassan som täcker cirka 5 gånger 5 kilometer började byggas juni 2001 och färdigställdes år 2004 då byggandet av bostadsområden och hotell tog vid. 2006 flyttade de första invånarna in till Palm Jumeirah och är idag den enda bebodda palmen i "palmtrion". Palm Jumeirah är idag till största delen färdigbyggd och består av flerbostadshus på stammen samt villor i de områden som utgör bladverket. Tack vare formen av ett palmträd så ligger samtliga byggnader vid eller i omedelbar närhet till havet, vilket innebär att i stort sett samtliga boende har tillgång till strand och bad. Utefter månskäran ligger ett flertal hotell, varav Atlantis längst ut på palmens krona är ett av Dubais mest välkända landmärken.
Den 6 maj 2009 öppnades en 5,4 kilometer lång monoraillinje som går från palmens fot ut till hotellet Atlantis.
I samband med den global finanskrisen kom färdigställandet av ett flertal byggnadsprojekt att försenas eller skrinläggas. Palm Jumeirah är i stort sett färdigbyggt, vad som återstår är till största del färdigställandet av ytterligare några hotell.

## Bilder

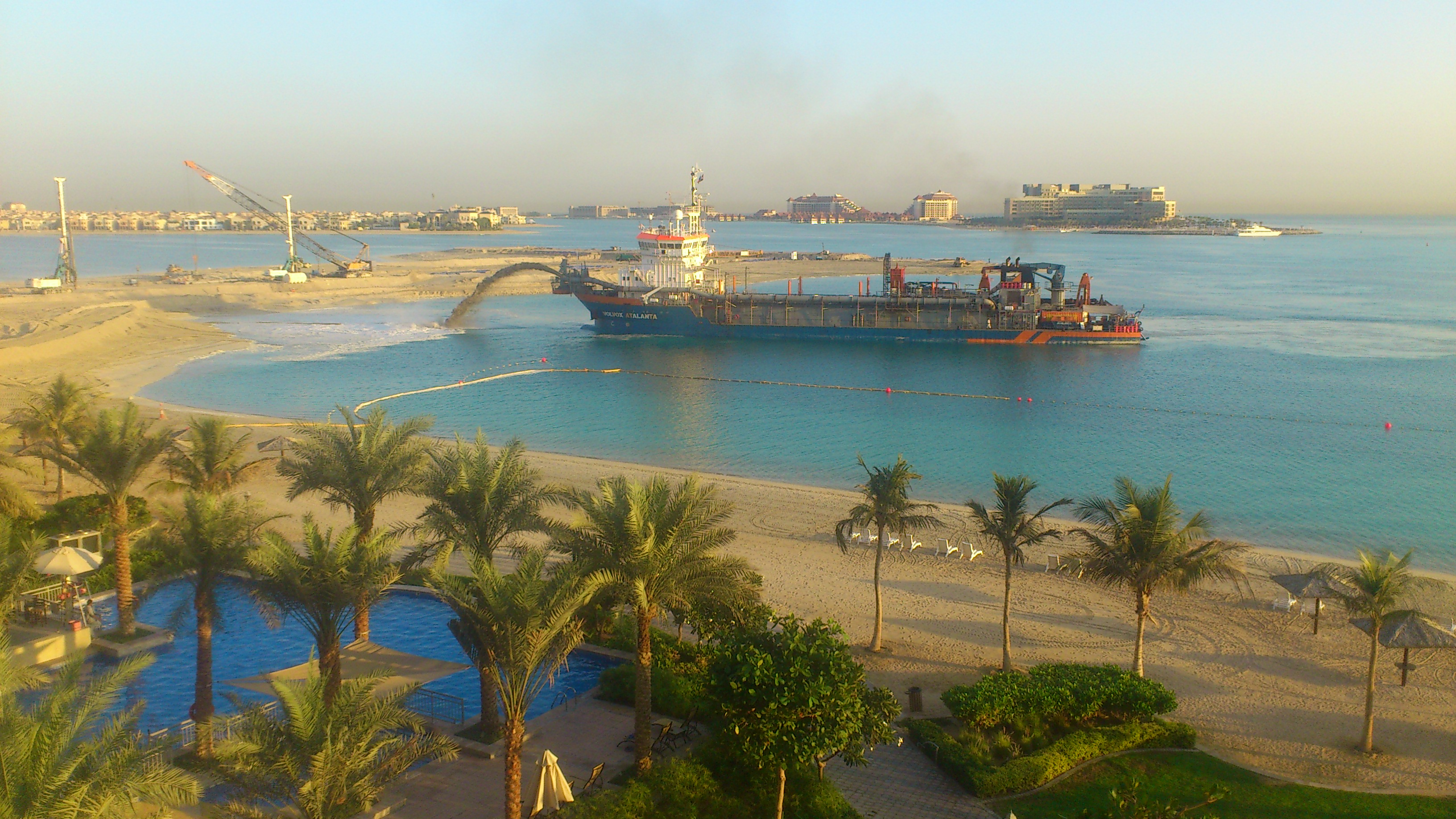
Anläggandet av badstrand i Palm Jumeirah genom att suga upp sand från havsbotten och blåsa upp den på stranden (dec 2012)
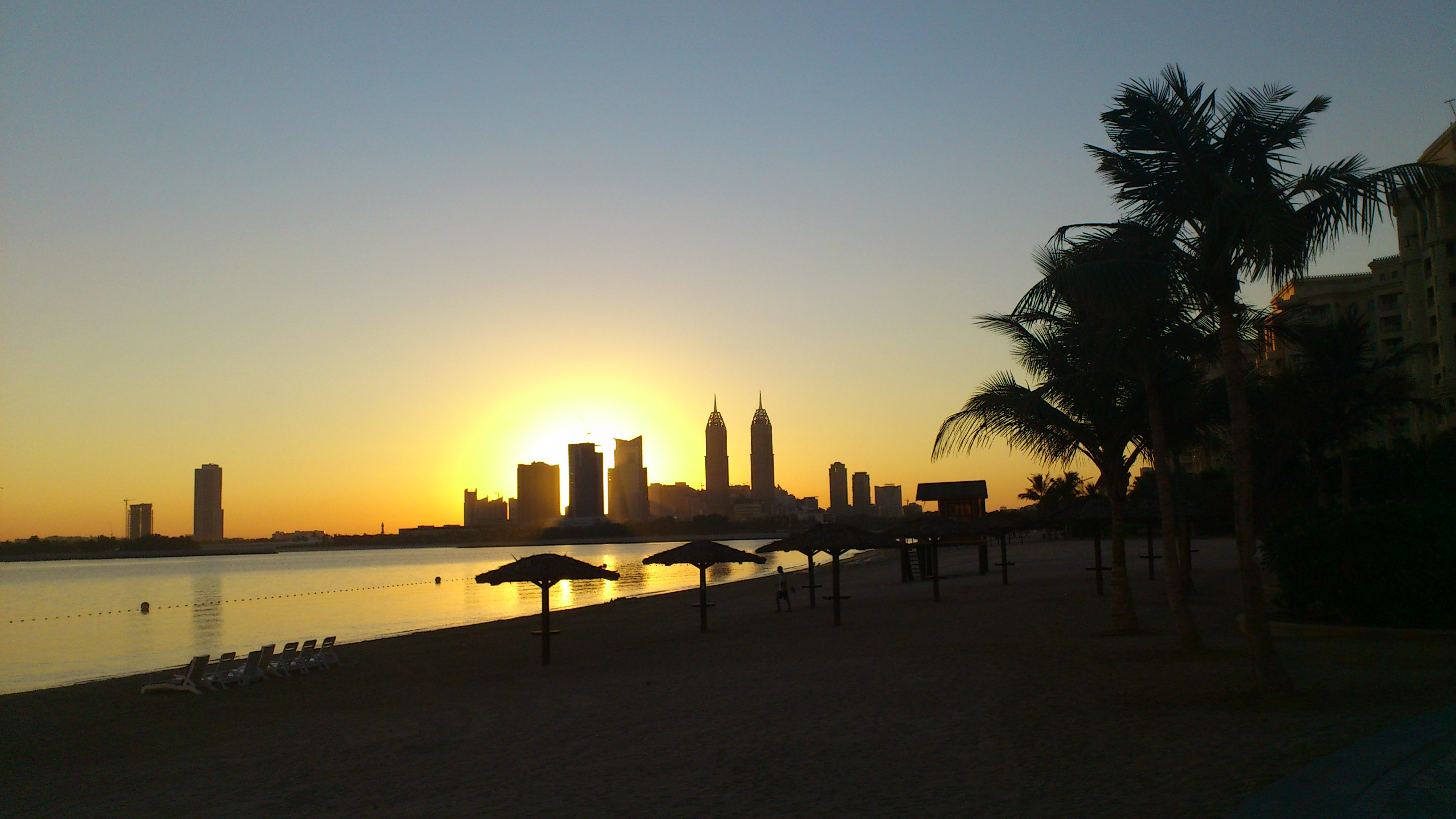
Soluppgång från stranden vid Shorelines, Palm Jumeirah (2012)
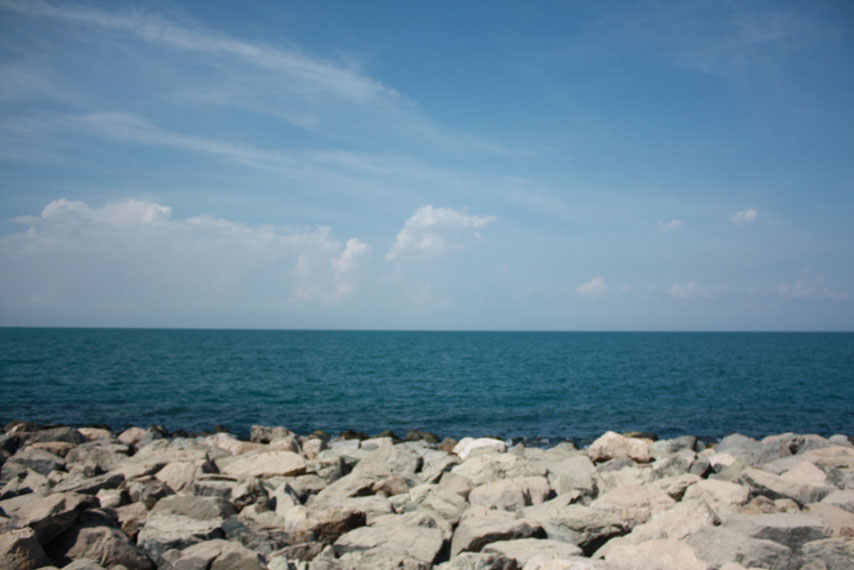
Havsutsikt från "månskäran" utanför Atlantis
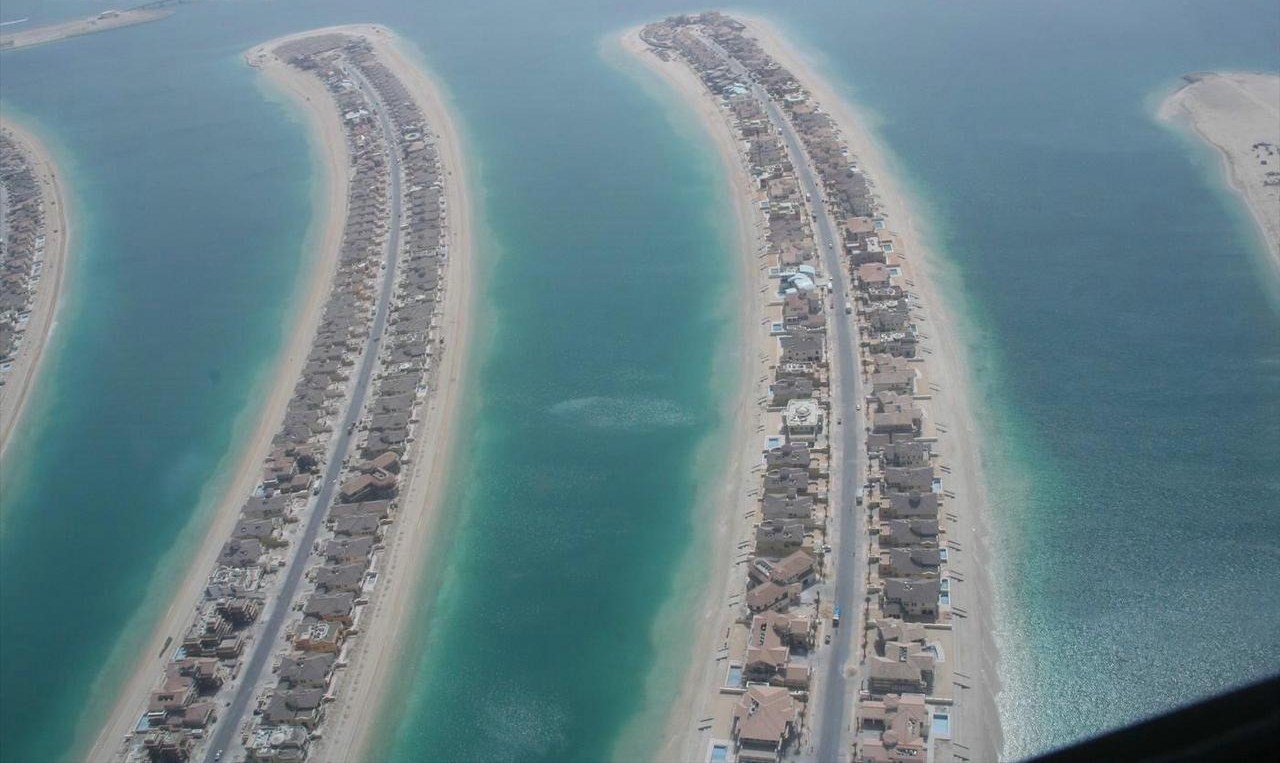
Palm Jumeirahs "palmblad"
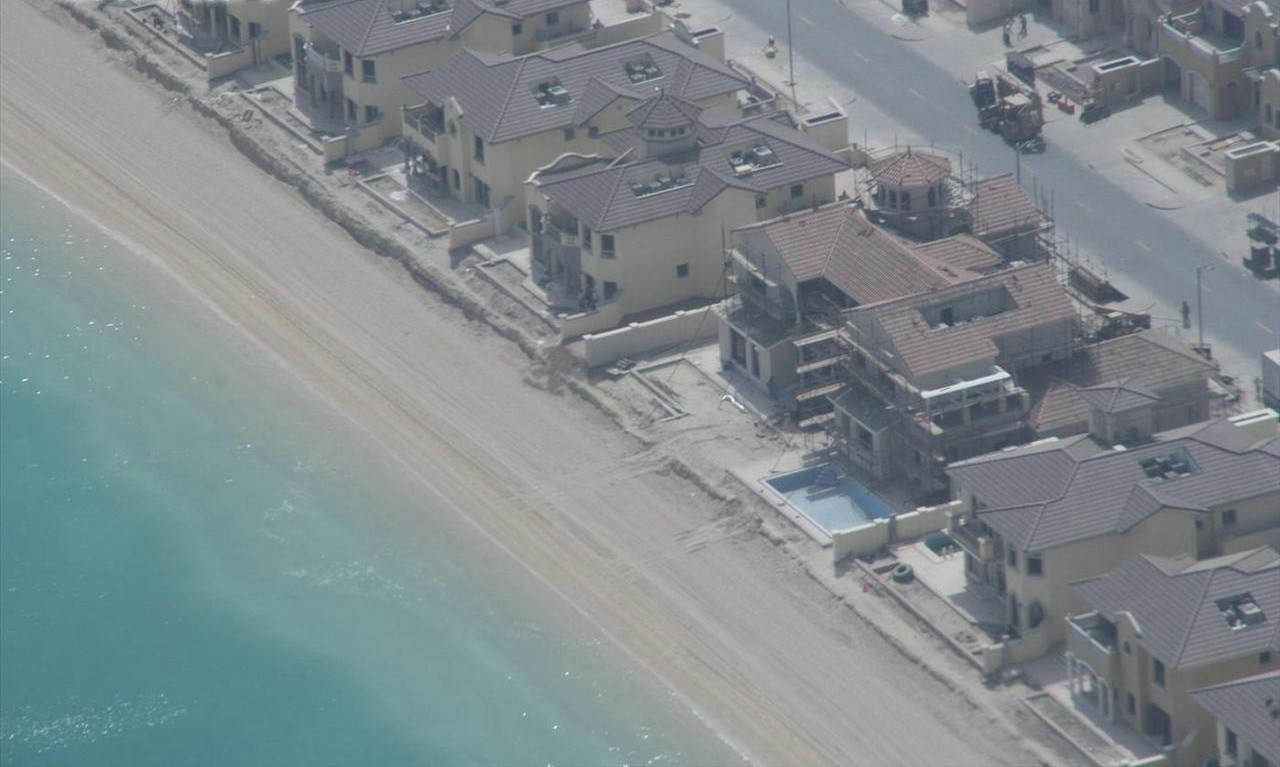
Villorna på "palmbladen"
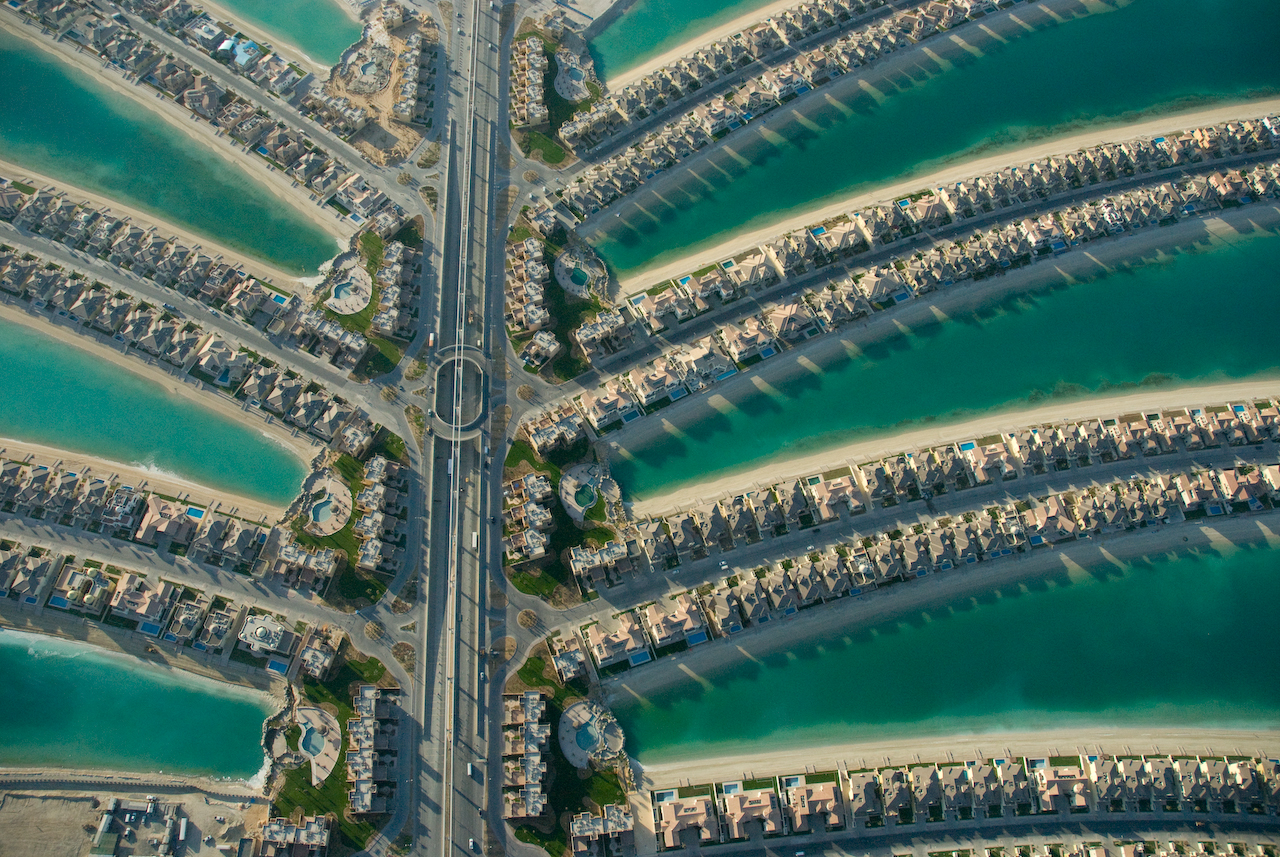
"Palmkronan" i mars 2008
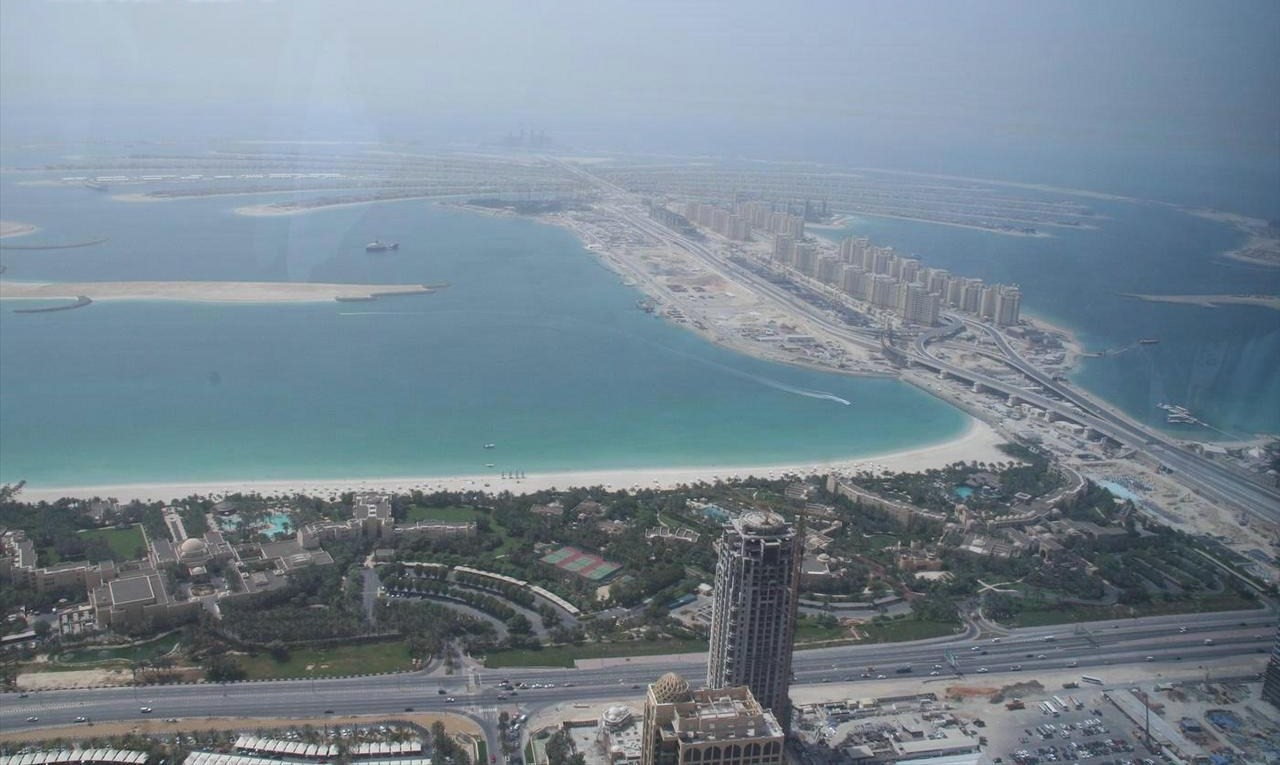
Flygfotografi av Palm Jumeirah den 1 maj 2007
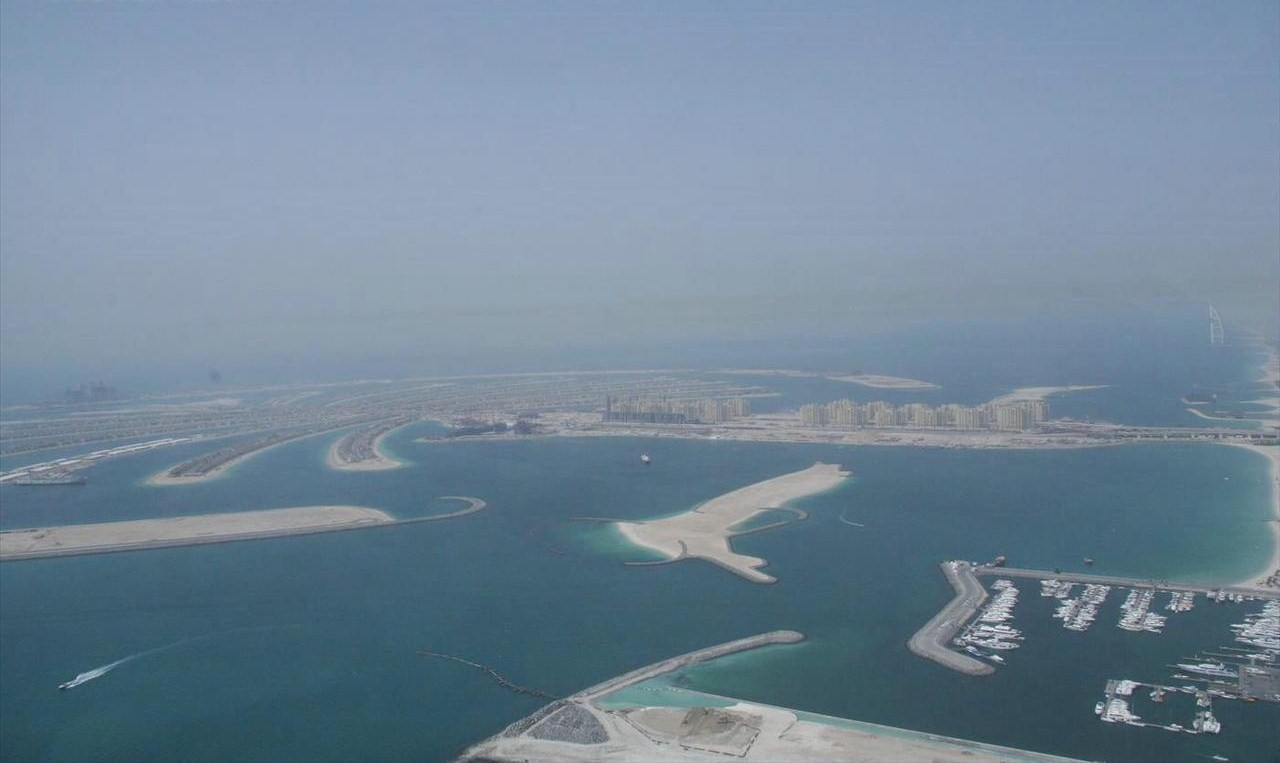
Flygfotografi av Palm Jumeirah den 1 maj 2007